# 윌리엄 4세
윌리엄 4세(영어: William Henry, 1765년 8월 21일 ~ 1837년 6월 20일)는 영국의 왕(재위 1830년 6월 26일 ~ 1837년 6월 20일)으로, 하노버 왕가가 배출한 다섯 번째 군주이다. 본명은 윌리엄 헨리 (William Henry)이며, 즉위 전에는 클래런스와 세인트앤드루스 공작 윌리엄 (Prince William, Duke of Clarence and St Andrews)으로 불렸다. 조지 3세와 샬럿 소피아의 세 번째 아들이다. 조지 4세의 동생이다.
자녀가 없어서 왕위는 그의 동생 켄트 공작 에드워드의 장녀 빅토리아에게로 넘어갔다. 단, 딸의 상속권을 인정하지 않던 하노버 공국은 프랑크 족때부터 전해지던 살리카 법을 근거로 그의 다섯째 동생 에른스트 아우구스트 1세를 추대했다. 그의 서자들 중의 한명은 후일 영국 총리가 되는 존 메이저의 처가쪽 선조가 된다.

## 생애

### 즉위 이전
윌리엄은 1765년 8월 21일 런던에서 조지 3세와 메클렌부르크슈트렐리츠의 샬럿의 세 번째 자식이자 셋째 아들로 태어났다. 13살에 영국 해군에 입대한 경력이 있던 덕에 훗날 항해왕(Sailor King)이라는 별명이 생겼다. 로드니 제독 지휘하에 일반 사병으로 근무한 윌리엄 왕자는 미국 독립전쟁에 참전하였고 대 에스파냐 전쟁에도 참전하였다. 당시 그는 에스파냐 해군의 깃발을 빼앗아 조지 3세에게 헌상하였다. 이 당시 허레이쇼 넬슨 자작과 친교를 맺게 된다. 나중에 해군 제독이라는 칭호를 얻게 되지만, 단순한 명예직에 지나지 않았다.
윌리엄은 여성 관계가 미숙했던 형들(조지 4세와 프레데릭 오거스터스)과는 달리 아일랜드인 희극 여배우 도로시아 조단과 20년 가까이 부부처럼 생활하여 10명의 자녀들을 두었으며, 자녀들에게 자신의 작위였던 클래런스 공작에서 착안한 클래런스의 아들이라는 뜻의 피츠클래런스(FitzClarence)라는 성을 부여하였다.
1818년 7월 11일, 작센마이닝겐 공작 게오르크 1세의 딸 아델레이드 공주와 결혼하여 두 딸을 낳았으나 모두 어려서 죽었다.

### 즉위 이후
1830년, 형 조지 4세의 뒤를 이어 왕위에 올랐다. 대관식 따위는 아무래도 좋다는 발언을 하여 측근들을 당황하게 하였지만, 화려하게 하지 않고 검소하게 치른다는 조건하에 마지못해 대관식 거행을 받아들였다. 65살이라는 고령의 나이에 왕이 되었지만, 청년기에 런던을 자유롭게 돌아다닌 것처럼 시종조차 대동하지 않고 거리를 활보하는 행위를 멈추지 않았다. 길거리를 거닐다가 우연히 왕과 마주친 런던 시민들은 기뻐하며 왕에게 다가가 그와 악수를 하거나 말을 걸거나 하였다. 당연히 윌리엄의 인기는 매우 높아졌다.
윌리엄 4세의 치세 동안, 지방 정부의 민주화와 대영제국 내의 아동노동법 제한 및 노예제도 폐지 등의 사회개혁이 이루어졌는데, 그가 이룬 가장 중요한 정치적 업적은 1832년의 선거법 개정이었다. 왕족 및 귀족의 권한을 크게 축소시킨다는 내용을 담은 이 개정법은 당연히 영국의 민주주의 발전에 영향을 주었다. 1832년 5월, 러시아, 프랑스 그리고 영국이라는 세 열강국 간의 회의가 영국 런던에서 열렸다. 이 런던 회의는 그리스에 안정적인 정부를 성립하기 위해 모인 국제 회의였다. 이 협상으로 바이에른 왕자 오토를 임금으로 세워 그리스 왕국이 성립하였다.
윌리엄 4세는 부왕이나 형만큼 정치에 간섭하지는 않았지만, 1834년에 의회의 의사를 거스르고 수상을 임명했다. 이후, 영국 정치에서 의회의 의사를 거스르고 수상을 임명한 군주는 없다.
1837년, 윈저 성에서 간경변으로 서거하였다.

### 사후
윌리엄 4세에게는 정실에게서는 딸만 두 명이 있었으나 요절했고, 아들은 없었다. 대신 정부들에게서 서자들이 있었다. 이 중 문스터 백작인 조지 피츠클래런스의 후손인 문스터 백작가와 아우구스트 피츠클래런스의 남자 후손들이 현재까지 전하고 있다. 그의 서자들은 하노버라는 성씨 대신 피츠클래런스 가문이라 칭하게 된다. 그의 서자들 중의 한명은 후일 영국 총리가 되는 존 메이저의 처가쪽 선조가 된다.
정실 자녀가 없었으므로 왕위 계승권은 동생 켄트 공작의 장녀 빅토리아에게로 이어졌다. 그러나 독일의 영지였던 하노버 왕국에서는 딸의 상속권을 인정하지 않았다. 결국 하노버 왕국에서는 그의 다섯째 동생인 에른스트 아우구스트를 왕으로 추대하였다. 윌리엄 4세는 영국의 왕으로서 하노버의 왕을 겸임한 마지막 국왕이었다. 그의 죽음과 함께 영국과 하노버 왕국의 동군연합 관계는 끝난다.